# Thé au lait hongkongais
Le thé au lait hongkongais (chinois traditionnel : 港式奶茶 ; cantonais Jyutping : Gong2sik1 naai5caa4 ; cantonais Yale : Góngsīk náaihchà) ou thé au lait chaussette (chinois traditionnel : 絲襪奶茶 ; cantonais Yale : sī maht náaihchà) est un thé noir agrémenté de lait concentré non sucré ou de lait concentré sucré servi à Hong Kong ou ailleurs. Il est inscrit sur  la liste représentative du patrimoine culturel hongkongais.

## Histoire
Le thé au lait hongkongais tire son origine de la tutelle britannique et du thé de l'après-midi, où le thé noir était servi avec du lait et du sucre.
Un restaurant de type Dai pai dong (en) prétend avoir inventé ce thé au lait chaussette (car le thé noir du Sri Lanka était percolé dans un filtre qui ressemblait à une chaussette) après la Seconde Guerre mondiale, en même temps que le Yuanyang. Dans le cadre d'une délibération du Conseil législatif de Hong Kong, en 2007, en même temps que fut demandé que les cha chaan tengs soient inscrits sur la liste représentative du patrimoine culturel immatériel de l'humanité de l'UNESCO, il fut prétendu que ce fut M. Lam, dans une échoppe de Gage Street de Hong Kong Central, qui avait inventé le thé au lait chaussette

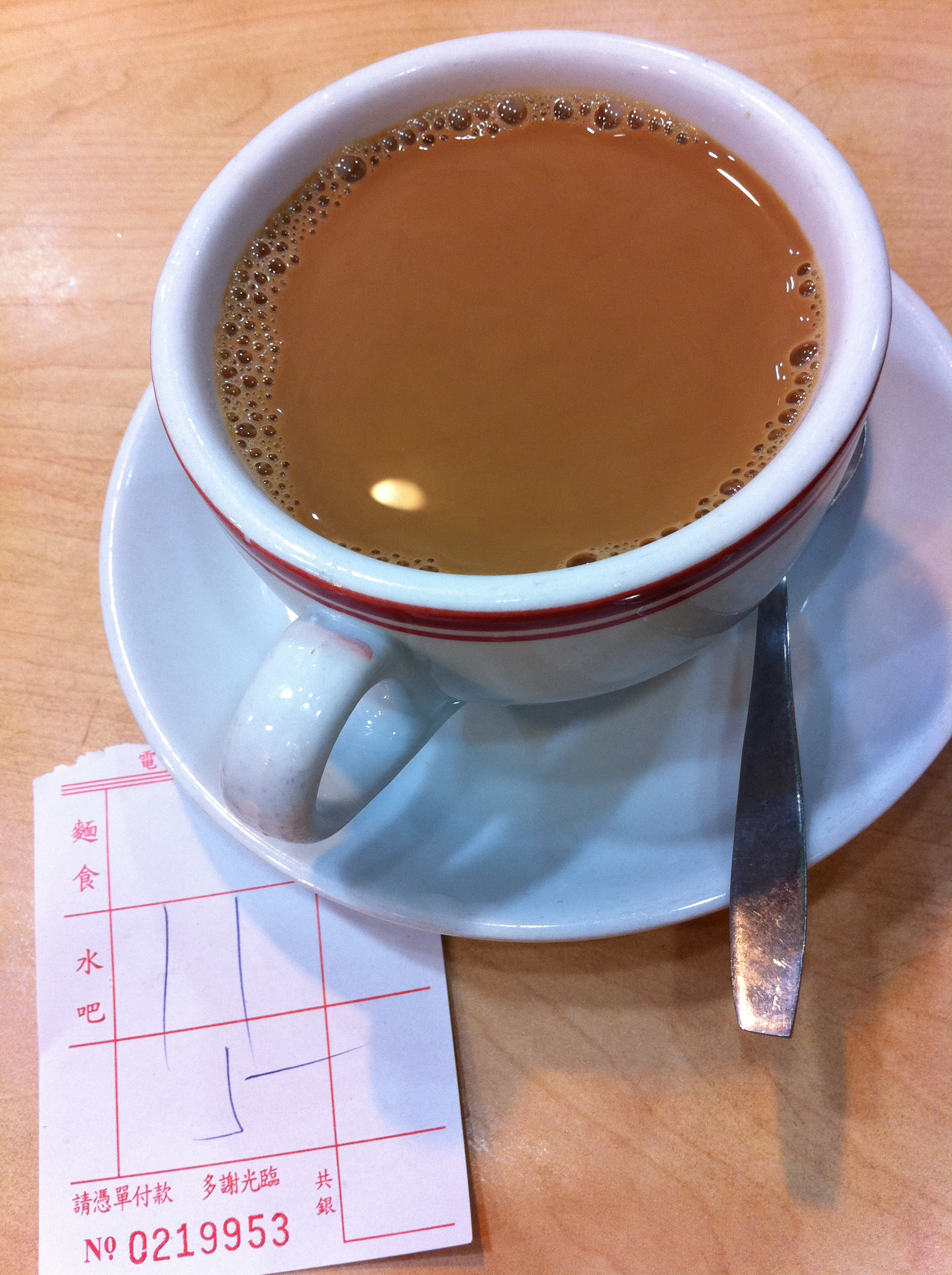
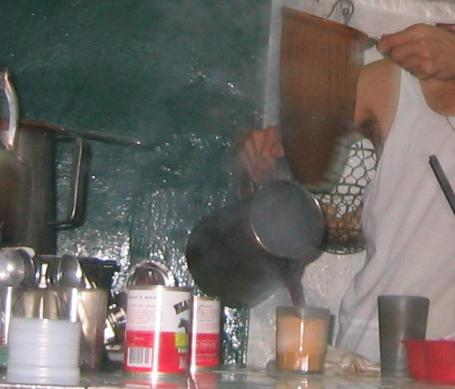
Le filtre évoquant une chausssette ou un bas
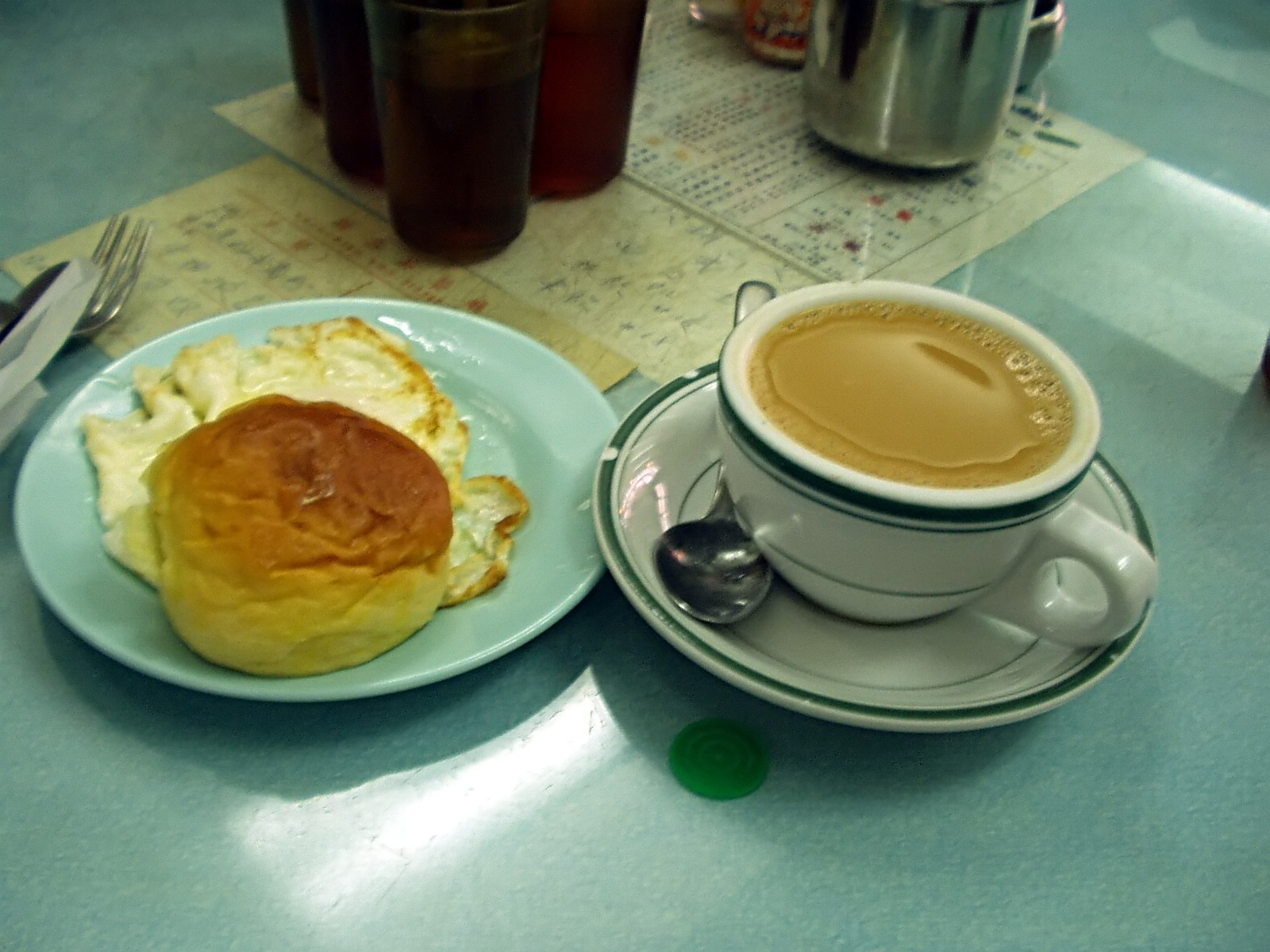
Thé au lait hongkongais avec une brioche-ananas
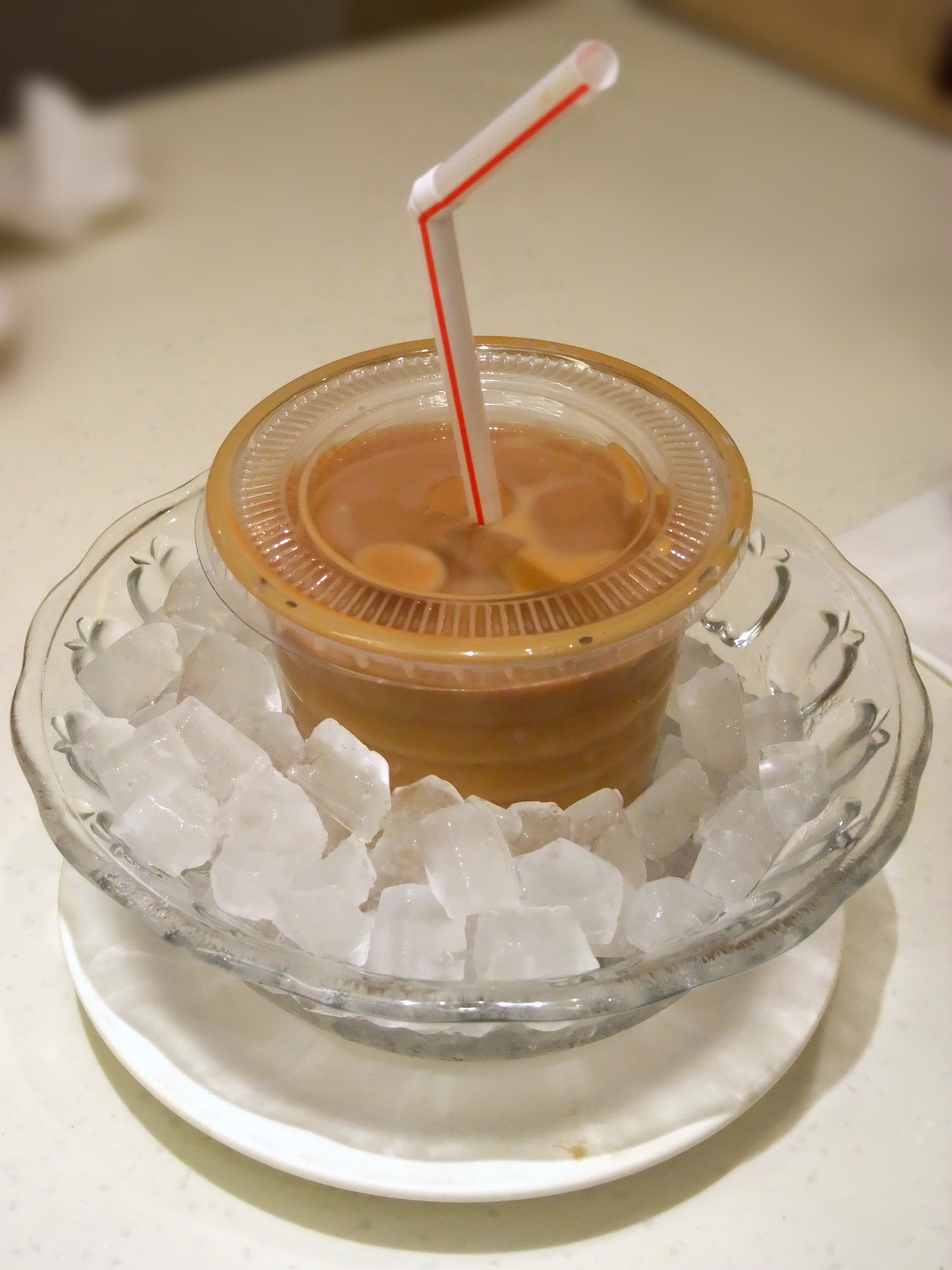
Un des moyens de faire un thé glacé est de la mettre dans un lit de glace (les glaçons pourraient altérer le goût)